# Breitnau-Hinterzarten
Breitnau-Hinterzarten ist ein Landschaftsschutzgebiet mit der Schutzgebietsnummer 3.15.026 im Landkreis Breisgau-Hochschwarzwald in Baden-Württemberg.  

## Lage und Beschreibung
Das Landschaftsschutzgebiet umfasst die gesamten Markungen von Breitnau und Hinterzarten mit Ausnahme der bebauten Gebiete. Es entstand durch Verordnung des Landratsamtes Breisgau-Hochschwarzwald vom 20. Juni 1994 und gehört zu den Naturräumen 155-Hochschwarzwald und 154 Südöstlicher Schwarzwald innerhalb der naturräumlichen Haupteinheit 15-Schwarzwald. 

## Schutzzweck
Wesentlicher Schutzzweck ist laut Schutzgebietsverordnung die Erhaltung der typischen streubesiedelten Schwarzwaldlandschaft, die mit ihren Waldgebieten, Hecken, Wiesen, Weiden und Feldern und den Felslandschaften des Höllentales und der Ravennaschlucht einen zusammenhängenden ökologischen Raum von besonderer Eigenart, Vielfalt und Schönheit darstellt, der bedeutende Erholungsfunktionen mit regionalem und überregionalem Einzugsbereich erfüllt.